# Inni alla notte
Gli Inni alla notte (Hymnen an die Nacht) sono l'unico ciclo di poesia compiuto di Novalis pubblicato quando egli era in vita; il testo comparso sull'ultimo numero di Athenäum nell'agosto 1800 è quello definitivo dell'autore. Gli "Inni", ad eccezione del VI, della fine del IV e di tre parti del V, furono scritti in prosa ritmica.

## La composizione
Le questioni sulla data di composizione degli "inni" sono molte e, non ancora risolte. Novalis, infatti, singolarmente, non lasciò scritto in nessuna carta, privata o lettera che fosse, comunicazione alcuna a proposito di ciò che stava scrivendo; le sole e più importanti indicazioni che si ricavano dalle lettere degli amici furono quelle che ci vengono da Schlegel, il quale asserì d'aver visto ai primi di marzo del 1798, tra le carte e le "opere a stampa" "splendidi pensieri sul cristianesimo e sulla morte".
Accanto al problema della datazione degli "Inni", o meglio, della datazione delle probabili, anche se non dimostrate, prime redazioni parziali, v'è anche quello della loro stesura. Le ipotesi che si lasciano formulare sono sostanzialmente tre: secondo la prima, che raccoglie maggior numero di studiosi, il Gedicht è nato tutto in una volta; in base alla seconda, il IV inno è stato aggiunto in un momento successivo; per la terza, la redazione manoscritta e quindi il Gedicht ha avuto una formazione graduale. Ciò che appare comunque certo è che gli "Inni" non possano essere considerati l'espressione immediata di un'esperienza spirituale, e che anzi siano il risultato di un lungo e difficile processo mentale.
Gli Inni alla Notte sono un poema in prosa ritmica e in versi, suddiviso in sei parti diseguali, che hanno come punto di partenza un'esperienza eroico-filosofico-religiosa profondamente vissuta e come tema la vittoria sulla morte.

Il nucleo dell'esperienza è la morte della fidanzata Sophie; gli "Inni" sono l'immagine artisticamente rielaborata dell'evoluzione subita da Novalis nello spirito, nel pensiero, nella poesia dalla scomparsa della ragazza sino quasi alla vigilia della propria morte. L'esperienza dolorosa, resa ancor più viva dalla scomparsa tre settimane più tardi del fratello prediletto, diede alla potenzialità del suo spirito una direzione unitaria. Novalis aveva scritto, sino ad allora un buon numero di liriche e raccolto una messe di appunti, annotazioni, liriche, "frammenti" sulla politica, sulla filosofia e sulle scienze; a partire dal 1797 vengono concepite come opere unitarie, concluse che contengono in modo organico la visione del mondo nuovo, "romantico", in consapevole contrasto con il mondo della Klassik e dell’Aufklärung (Illuminismo).
Di notevole importanza per cogliere l'atteggiamento del poeta verso la vita e, per poter comprendere meglio gli "inni" è la lettura del diario che tenne per qualche mese, dopo la morte di Sophie. Appare chiaro che il centro dei suoi pensieri, in quel periodo, fosse costituito dalla certezza della vita oltre alla morte e dalla certezza del ricongiungimento con l'amata nell'aldilà; l'unico conforto risiedeva nella speranza di seguirla presto nell'altro mondo. Di fondamentale importanza è la data del 13 maggio: infatti questo è il giorno in cui Novalis, recatosi sulla tomba della giovane, passa attraverso un'esperienza spirituale di straordinaria intensità, eccone la prova:
Non una visione vera e propria quindi, ma qualcosa di più: la sensazione che il tempo e lo spazio fossero aboliti, la sensazione del superamento della soglia tra il mondo visibile e quello invisibile, dell'entrata in un'altra dimensione che può dare a chi vi partecipa, la misura dell'illusorietà della vita materiale. Queste parole hanno un riscontro preciso nel III Inno e quindi possono essere considerate come il germe dell'intero poema.
Sempre procedendo per comparazioni tra gli "Inni" e le sue annotazioni biografiche, possiamo renderci conto che a poco a poco sul pensiero della propria morte imminente e, sul conseguente ricongiungimento con l'amata, prende il sopravvento una concezione che permette di nuovo l'attaccamento e l'interesse alla vita. Si tratta della concezione cristiano - romantica, per cui l'anima che aspira all'unione mistica deve passare attraverso la morte, che è motivo di celebrazione e di festa perché introduce alla luce celeste.
L'ascesa avviene per gradi: 3 e sono Sophie-Cristo-Dio. I primi due sono i mediatori, e la prima prepara l'avvento del secondo. La figura di Sophie, o meglio della sua immagine idealizzata che il poeta s'era fatto, alla fine diventa mezzo: se da principio il Poeta aspetta con desiderio la morte per ricongiungersi a lei, più avanti se la prende come intermediaria perché lo conduca a Cristo, e attraverso la morte, lo faccia entrare nella casa del Padre.
La figura di Sophie, il cui nome non compare mai nel poema, si carica via via, come la Beatrice di Dante, di significati allegorici che la fanno sempre più coincidere con la Sapienza divina. Nella versione manoscritta degli "Inni" gli elementi riconducibili all'autobiografia sono più numerosi che nella versione finale e, le due aspirazioni (ricongiungimento e ritrovamento di Dio) formano quasi due centri intorno ai quali ruotano rispettivamente i primi tre e gli ultimi tre Inni.

## Primo Inno
L'inno inizia con l'esaltazione della luce, del giorno, amato dai tre regni della natura e soprattutto dall'uomo, "der herrliche Fremdling", "lo splendido straniero"; la luce è "il re della natura umana"; ma nell'opera, colpito dalla morte della persona amata, fa esperienza della notte, che gli appare come il volto severo di una giovane madre, sotto un intrecciarsi infinito di riccioli. Ne comprende l'essenza e prende lietamente congedo dal giorno. Essa è "la regina del mondo", "eccelsa annunciatrice di mondi sacri", inviata dall'amata, che vuol rivelargli che la notte è vita e, che può rendere eterna la loro unione.
A fianco della concezione romantica di luce come simbolo di vita c'è anche un aspetto ancora puramente "illuministico": la luce è anche simbolo dell'intelletto razionalistico e vuole avere ragione di quelle potenze dell'animo che solo sono in grado di schiudere mondi nuovi; per questo motivo, all'esaltazione della luce seguirà quella, ben più coinvolgente e duratura del suo contrapposto, della Notte. Il mondo visibile, il regno della luce, sarà ancora il mondo delle apparenze.
Nell'enumerazione dei tre regni della natura "…la respira la pietra scintillante, in eterno riposo, la pianta sensitiva che sugge, e il multiforme animale istintivo - ma sopra tutti lo splendido intruso…" appare chiaro il riferimento al I libro della Genesi narrante la creazione del mondo che, come in questo verso culmina con il richiamo all'uomo, "lo splendido intruso" l'essere per cui il mondo non è patria, l'essere che aspira a tornare nella patria celeste nel grembo del padre, l'essere che nella sua essenza è estraneo al mondo terreno ma che è destinato a soggiogare.
In quest'inno appare uno dei termini preferiti da Novalis: la "malinconia" (dal tedesco: "Wehmut"). Essa esprime secondo Novalis, il sentimento che di lì a poco diverrà il "male del secolo" la Sehnsucht, ovvero quell'anelito inappagato, infinito e rivolto a qualcosa di grande della cui infinità si è consapevoli.
L'inno può essere diviso in due parti: nella prima parte il poeta esalta la luce del giorno, dispensatrice di vita a tutta la natura, divisa nei suoi tre regni. La notte appare inizialmente sinonimo di morte e quindi di malinconia. Nella seconda parte il poeta scopre il fascino della notte, che gli permette di vivere emozioni più profonde.

## Secondo Inno
Il poeta cerca anche nel regno della luce la "notte" come simbolo di vita e la trova nel "sacro sonno" e in tutto ciò che dà l'ebbrezza: "Nell'aureo fiotto del grappolo, nell'olio prodigioso del mandorlo e nel bruno succo del papavero". Ma è soprattutto tramite l'amore e la fede che possiamo, anche nel regno della luce, quindi nel mondo finito, entrare in contatto con la notte e, quindi, con l'infinito. Il poeta ci invita a riflettere sulla vita.

## Terzo Inno
Questo inno rappresenta la trascrizione artistica dell'esperienza mistica alla tomba di Sophie: il poeta giunge alla certezza dell'esistenza di un'altra vita attraverso l'amore e la visione dei "tratti trasfigurati" dell'amata morta; per un attimo viene sollevato nel regno della notte; il legame della nascita, della vita si rompe ed egli prova indicibile gioia. La traccia duratura di quest'esperienza è la fede nella notte e nel suo sole: l'amata. Attraverso l'esperienza, sia pure istantanea, della rinascita il poeta sente di appartenere ormai al mondo del giorno e a quello della notte, a quello del finito e a quello dell'infinito.

## Quarto Inno
Mostra come il poeta sia ormai diventato l'annunciatore del legame che esiste tra il mondo della luce e quello della notte, e senta la nostalgia di quest'ultimo. Se ben si comprende l'annuncio che fa Novalis, i due mondi non devono essere concepiti come contrari ma, come la reciproca integrazione, e il reciproco completamento. La parola "morte" non compare, compare invece la croce chiamata "vessillo trionfale della nostra stirpe" perché è simbolo di morte e insieme di redenzione, è la chiave per entrare nel regno della notte. L'inno si conclude con versi in rima alternata, che esprimono la nostalgia della morte, della croce ed anche se non viene nominato, di Cristo.

## Quinto Inno
La vicenda luce-notte viene concepita storicamente con la presentazione del mondo antico, pagano e del mondo vivificato dalla presenza di un mediatore divino: Cristo, del quale senza indicarlo esplicitamente, traccia un percorso poetico della sua vita fino alla Resurrezione, all'Ascensione per poi accennare ai primi secoli di Cristianesimo. Novalis, in questo canto, canta il cammino attraverso il quale l'umanità arriva a comprendere il significato della vita e della morte e a vincerne il terrore; la credenza negli antichi dei e il seguente scetticismo nei loro confronti sono gradi attraverso cui l'umanità doveva passare prima di arrivare ad una superiore conoscenza, quella che le sarebbe stata aperta da Cristo. Il canto sulla vita di Gesù, corrisponde perfettamente col racconto evangelico, tranne che per un singolare particolare: tra coloro che accorrono ad ascoltare le parole del Cristo giovinetto, v'è anche un cantore venuto dall'Ellade e che poi andrà a dare la buona novella in India. Certamente si tratta della "concretizzazione" della poesia e, probabilmente l'autore ha pensato a se stesso nel presentare questo personaggio. Il cantore è "nato sotto il sereno cielo dell'Ellade": il mondo in mezzo al quale il poeta visse la sua breve vita stravedeva per questo mondo, la idealizzava e cercava in essa le forme di vita umana più alte e più perfette, Essa era la patria di una idoleggiata umanità precristiana, sentita prevalentemente come antitetica al Cristianesimo. L'autore accetta l'immagine di un Ellade serena ed armoniosa; ma fa capire anche che l'armonia e la serenità non sono sufficienti a spiegare l'enigma della morte, per cui anche l'ammiratore del mondo classico si trova davanti ad una difficoltà insormontabile, se non è sostenuto dall'esperienza cristiana. L'immagine del cantore che "partì, colmo di gioia per l'Indostan" costituisce un altro polo della poesia e del pensiero romantico: India era simbolo della Sehnsucht nach der Ferne, della terra lontana, favolosa, della gran madre di innumerevoli stirpi umane, così come il sospiro per l'Ellade era espressione di nostalgia verso le proprie radici culturali.
Il Cristianesimo ha dunque il potere di completare e operare una sintesi tra le diverse aspirazioni religiose esplicatisi in diverse epoche e in diversi paesi.

## Sesto Inno
Porta il titolo di "Desiderio di morte" ed esprime in sestine la gioia per la morte, sentita come un'esperienza finale di trascendenza che dischiude all'uomo la nuova patria. Il significato dell'Inno non è un invito a fuggire dal mondo ma, nel giubilo esaltato ed esaltante con cui viene presentato il beatifico vento: il raggiungimento del Regno dei Cieli è il culmine della storia dell'umanità, e anche il fine di ogni individuo. Sono le persone care che hanno già fatto l'esperienza della morte a infonderci il sospiro, il desiderio, la "sehnsucht" per essa, per l'immersione nell'eternità. Là il poeta arriverà accompagnato e guidato dalla sposa e dal Cristo: Cristo e Sophie compaiono insieme a suggellare gli inni.
In conclusione: Il poeta, istintivamente portato come tutti i viventi ad amare la luce, comprende il significato della notte attraverso la dolorosa esperienza della perdita dell'amata; trasporto nei suoi regni attraverso una visione, ne ritorna portandone in cuore la nostalgia e col proposito di farsene banditore tra gli uomini pur assolvendo i doveri e gli obblighi dell'operosità nel regno della luce, cioè nel mondo terrestre. L'esperienza dell'Aldilà, effettuata dal poeta attraverso l'apparizione della donna amata e la vista della croce, è stata portata all'umanità tutta dalla comparsa di Cristo che ha segnato l'inizio di un'era nuova, perché ha disgelato il mistero della morte e dissolto il terrore che si aveva di essa.
Gli "Inni" si presentano così come la figurazione poetica di un Vangelo romantico e, contengono tutta l'esperienza di vita e il pensiero di Novalis: la ricerca della strada per "ritornare" da questo mondo dei sensi e delle apparenze, al mondo vero; il ricongiungimento con la fonte divina, l'unione mistica, sentita come un intervento della Grazia. Fin qui il cammino intellettuale di Novalis coincide con quello dei mistici ma, da questo punto in poi, l'itinerario di Novalis s'allunga perché prevede il ritorno fra gli uomini per farsi annunciatore del mondo di cui ha appena intravisto lo splendore, del quale diverrà poi spettatore eterno solo a morte avvenuta.